# Леван (царь Имеретии)
Леван I (груз.  ლევანი I; 1573—1590) — царь Имеретии. Царствовал с 1585 по 1588 год. Сын и преемник имеретинского царя Георгия II.

## Биография
В 1585 году после смерти своего отца Георгия II 12-летний Леван занял имеретинский царский трон. Константин, отпущенный из заключения, воспользовался малолетством своего племянника Левана и захватил имеретинские земли к востоку от Риони. В 1586 году Леван женился на Марех — дочери Левана I Дадиани, князя Мегрелии и вдове Кваркваре Джакели.
В 1587 году имеретинский царь Леван выступил против своего дяди Константина, не смог Константин устоять и отнял Леван крепости Сканду, Кацхи и весь Аргвети. Потом Леван помирился с дядей и пожаловал ему удельное княжество. В 1588 году картлийский царь Симон I Великий, пользуясь поддержкой некоторых имеретинских вельмож, собрал большое войско и вторгся в Имеретию. Имеретинский царь Леван собрал своё войско и выступил против Симона. В битве при Гопаито Леван потерпел поражение и бежал в Лечхуми. Симон Великий оккупировал Имеретию, взял знатных заложников и вернулся в Картли. После отступления Симона Леван вернул себе Имеретию и начал войну с князем Мамией Гуриели. Гурийский князь собрал войско и прибыл под Кутаиси. В битве под стенами столицы имеретинский царь Леван потерпел поражение, был захвачен в плен и увезен в крепость Шхети, где скончался в 1590 году.
Детей у Левана было, и ему наследовал его двоюродный брат Ростом — сын его дяди Константина.